# Моничелли, Марио
Ма́рио Мониче́лли (итал. Mario Monicelli, 15 мая 1915 — 29 ноября 2010) — итальянский комедиограф и кинорежиссёр.

## Биография
Долгие годы сотрудничал с режиссёром Стено, с которым снял комедии с Тото. Потом расстался со Стено, тот продолжил серию комедий с Тото, а Моничелли стал снимать комедии с самостоятельным сюжетом.
Член Итальянской коммунистической партии.
29 ноября 2010 года покончил с собой, выбросившись с балкона четвёртого этажа римской больницы Сан-Джованни, в которую он был помещён несколькими днями ранее с диагнозом «рак простаты».

## Фильмография
- 1933 — Сердце-обличитель
- 1935 — Мальчишки с улицы Паал
- 1937 — Летний дождь
- 1949 — Тото ищет квартиру
- 1950 — Собачья жизнь
- 1951 — Полицейские и воры
- 1951 — Тото и короли Рима
- 1952 — Тото и женщины
- 1955 — Тото и Каролина
- 1955 — Герой наших времён
- 1957 — Отцы и дети
- 1957 — Врач и знахарь
- 1958 — Злоумышленники, как всегда, остались неизвестны
- 1959 — Большая война
- 1962 — Боккаччо-70
- 1963 — Товарищи
- 1965 — Казанова-70
- 1966 — Армия Бранкалеоне
- 1968 — Девушка с пистолетом, в советском прокате — Не промахнись, Асунта!
- 1968 — Каприз по-итальянски (новелла «Детство»)
- 1970 — Бранкалеоне в крестовых походах
- 1970 — Пары (новелла «Холодильник»)
- 1973 — Хотим полковников
- 1974 — Народный роман
- 1975 — Мои друзья
- 1976 — Дорогой Микеле
- 1977 — Мелкий-мелкий буржуа
- 1977 — Новые чудовища
- 1979 — Путешествие с Анитой
- 1981 — Гостиничный номер
- 1981 — Маркиз дель Грилло
- 1982 — Мои друзья 2
- 1984 — Бертольдо, Бертольдино и… Какасенно
- 1985 — Две жизни Маттиа Паскаль
- 1987 — Мошенники как и мы / I Picari
- 1988 — Странная болезнь
- 1993 — Дорогие проклятые
- 1995 — Facciamo paradiso
- 1999 — Грязное бельё
- 2002 — Письма из Палестины
- 2006 — Розы пустыни

## Награды
- 1965 — Приз лучшему режиссёру Международного кинофестиваля в Сан-Себастьяне за работу над фильмом «Казанова-70»
- 1995 ─ Премия «Золотой глобус» (Италия) за достижения в карьере[2]

## Память
- 2024 — Италия, Венеция. Выставка, посвящённая Марио Моничелли (неопубликованные фотографии, видео и скульптура). Куратор Владислав Шабалин, художник и бывший советский диссидент, проект реализован в сотрудничестве с итальянской Cineteca del Friuli [3].